# Род Девіс (яхтсмен)
Род Девіс (англ. Rod Davis, 27 серпня 1955) — новозеландський яхтсмен.
Олімпійський чемпіон 1984 року в класі Солінґ, срібний призер 1992 року в класі Зоряний.